# Andrzej Juszczyk
Andrzej Seweryn Juszczyk (ur. 3 stycznia 1946) – polski urzędnik państwowy, socjolog i ekonomista, w latach 1987–1990 wicewojewoda kielecki, w latach 1997–2007 rektor Wyższej Szkoły Ekonomii i Administracji im. prof. Edwarda Lipińskiego w Kielcach.

## Życiorys
Ukończył studia wyższe. Uzyskał stopień naukowy doktora, specjalizując się w naukach społecznych i ekonomii. W latach 1987–1990 pełnił funkcję wicewojewody kieleckiego, odpowiadając za pion edukacji i oświaty. W latach 90. zajmował stanowisko dyrektora gabinetu ministra edukacji narodowej Jerzego Wiatra. Był wykładowcą Instytutu Zarządzania Akademii Świętokrzyskiej (przekształconej w Uniwersytet Humanistyczno-Przyrodniczy Jana Kochanowskiego w Kielcach). Przez szereg lat związany również z Wyższą Szkołą Ekonomii i Administracji im. prof. Edwarda Lipińskiego w Kielcach, pełnił funkcję pierwszego rektora tej uczelni w latach 1997–2007, a następnie rektora-seniora. Zasiadał we władzach Kieleckiego Towarzystwa Edukacji Ekonomicznej prowadzącego tę szkołę wyższą, należał do rady nadzorczej Radia Tak FM.

## Odznaczenia
W 2002 odznaczony Krzyżem Kawalerskim Orderu Odrodzenia Polski za wybitne zasługi dla ruchu studenckiego, za osiągnięcia w pracy zawodowej i działalności społecznej.